# 南洋集團
南洋集團有限公司，簡稱南洋集團（英語：Nanyang Holdings Limited，港交所：0212），是在1947年由王雲程創立南洋紗廠有限公司，簡稱南洋紗廠（英語：Nanyang Cotton Mill Limited），直至1989年7月18日，由南洋紗廠有限公司介紹形式上市而設，現時業務除了紡織外。
1954年在香港交易所主板上市，但在1989年，已被南洋集團有限公司介紹形式上市，現時業務生產梭織棉質粗斜紋布、梭織棉質牛仔布、棉紗及聚酯纖維棉混紡紗，和投資物業及上市企業。紡織業務在中國內地地區比重最多，其次是投資南洋廣場，以及上海商業儲蓄銀行等企業。董事局主席為畢紹傅。
主要銷售給北美、大洋洲、東南亞等。

## 連結
- NanyangHoldingsLimited.com （页面存档备份，存于）